# Parmelia barrenoae
Parmelia barrenoae är en lavart som beskrevs av Divakar, M. C. Molina & A. Crespo. Parmelia barrenoae ingår i släktet Parmelia och familjen Parmeliaceae.   Inga underarter finns listade i Catalogue of Life.